# Rejencja olsztyńska

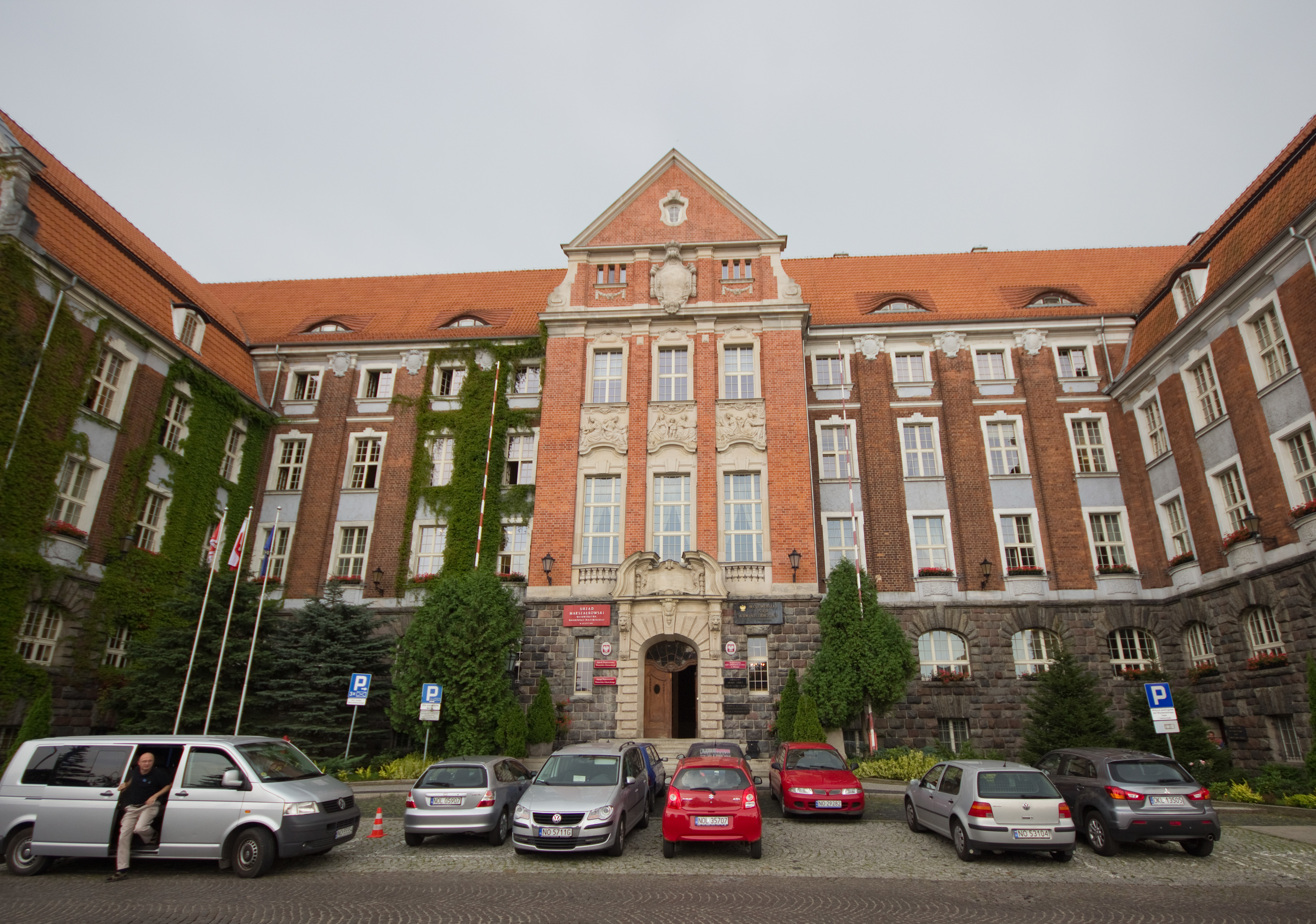
Gmach dawnej rejencji

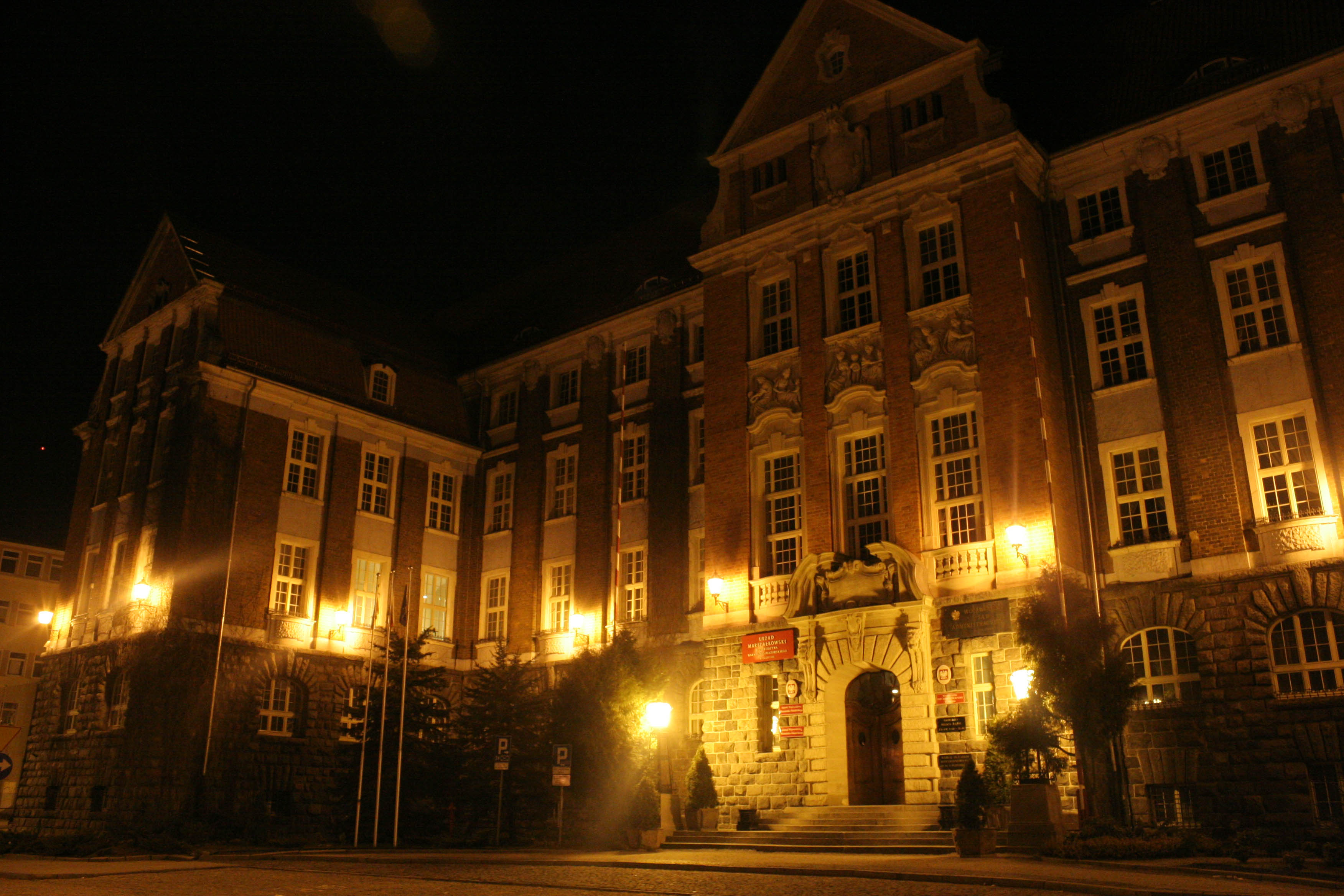
Gmach dawnej rejencji nocą. Wejście główne od strony ul. Emilii Plater

Rejencja olsztyńska (niem. Regierungsbezirk Allenstein) – pruska i niemiecka jednostka administracyjna istniejąca na terenie Prus Wschodnich w latach 1905–1945.

## Historia
Rejencja powstała w 1905 z południowych powiatów rejencji królewieckiej i gąbińskiej. Z rejencji królewieckiej w skład nowego okręgu włączono dwa powiaty Warmii (olsztyński i reszelski) oraz trzy mazurskie: niborski, ostródzki i szczycieński, z rejencji gąbińskiej przyłączono cztery mazurskie: ządźborski, ełcki, lecki i jańsborski.
Rejencja zamieszkana była w większości przez wiejską ludność pochodzenia polskiego (Mazurów i Warmiaków) wyznającą luteranizm (Mazurzy) albo katolicyzm (Warmiacy, niewielka część Mazurów z dwóch powiatów zachodnich). W miastach dominowała ludność niemieckojęzyczna. Niewielką część mieszkańców miast stanowili Żydzi.
Rejencja przetrwała w swych granicach do 1919, gdy w wyniku Traktatu Wersalskiego włączono w skład Polski część powiatu niborskiego (późniejszy powiat działdowski województwa pomorskiego i warszawskiego). Na skutek plebiscytu do Polski odeszło również kilka gmin powiatu ostródzkiego. Po włączeniu części polskich terytoriów do Rzeszy w 1939 powiat działdowski został ponownie włączony w skład rejencji jako część powiatu niborskiego.
W 1945 okręg znalazł się w granicach Polski, województw: olsztyńskiego (prawie w całości), warszawskiego (powiat działdowski) i białostockiego (powiat ełcki). Obecnie teren dawnej rejencji należy w całości do województwa warmińsko-mazurskiego.

## Podział administracyjny
Podział administracyjny rejencji w 1937 r.

### Rejencja olsztyńska (Regierungsbezirk Allenstein)
powiat grodzki:
1. Allenstein/Olsztyn

Powiaty ziemskie:
1. Landkreis Allenstein (powiat olsztyński)
2. Landkreis Johannisburg (powiat jańsborski/piski)
3. Landkreis Lötzen (powiat lecki/giżycki)
4. Landkreis Lyck (powiat ełcki)
5. Landkreis Neidenburg (powiat niburski/nidzicki)
6. Landkreis Ortelsburg (powiat szczycieński)
7. Landkreis Osterode i. Ostpr. (powiat ostródzki)
8. Landkreis Rössel (powiat reszelski), siedziba – Bischofsburg (Biskupiec)
9. Landkreis Sensburg (powiat ządzborski/mrągowski)